# 16.ª etapa del Tour de Francia 2025
La 16.ª etapa del Tour de Francia 2025 tuvo lugar el 22 de julio de 2025 y consistió en una etapa de montaña con inicio en la ciudad de Montpellier y final en Mont Ventoux, sobre un recorrido de 171,5 km. El vencedor fue el francés Valentin Paret-Peintre del equipo Soudal Quick-Step, esloveno Tadej Pogačar del equipo UAE Team Emirates XRG se mantuvo como líder de la prueba.

## Clasificación de la etapa
| Montpellier - Mont Ventoux | etapa de montaña | (171,5 km) |

- Las clasificaciones de la etapa finalizaron de la siguiente forma:[3]

| \| Clasificación de la etapa \| Clasificación de la etapa \| Clasificación de la etapa \| Clasificación de la etapa \| Clasificación de la etapa \| \| Ciclista \| Ciclista \| Equipo \| Tiempo \| \| \| ------------------------- \| ------------------------- \| -------------------------- \| ------------------------- \| ------------------------- \| \| 1.º \| Valentin Paret-Peintre \| Soudal Quick-Step \| 4 h 03 min 19 s \| \| \| 2.º \| Ben Healy \| EF Education-EasyPost \| + 0 s \| \| \| 3.º \| Santiago Buitrago \| Bahrain Victorious \| + 4 s \| \| \| 4.º \| Ilan Van Wilder \| Soudal Quick-Step \| + 14 s \| \| \| 5.º \| Tadej Pogačar \| UAE Team Emirates XRG \| + 43 s \| \| \| 6.º \| Jonas Vingegaard \| Team Visma \\| Lease a Bike \| + 45 s \| \| \| 7.º \| Enric Mas \| Movistar Team \| + 53 s \| \| \| 8.º \| Julian Alaphilippe \| Tudor Pro Cycling Team \| + 1 min 17 s \| \| \| 9.º \| Primož Roglič \| Red Bull-Bora-Hansgrohe \| + 1 min 51 s \| \| \| 10.º \| Florian Lipowitz \| Red Bull-Bora-Hansgrohe \| + 1 min 53 s \| \| |                        |                            |                 |
| |                        |                            |                 |
| Fuentes: ProCyclingStats Cycling Quotient |                        |                            |                 |
| Clasificación de la etapa |                        |                            |                 |
| Ciclista | Ciclista               | Equipo                     | Tiempo          |
| 1.º | Valentin Paret-Peintre | Soudal Quick-Step          | 4 h 03 min 19 s |
| 2.º | Ben Healy              | EF Education-EasyPost      | + 0 s           |
| 3.º | Santiago Buitrago      | Bahrain Victorious         | + 4 s           |
| 4.º | Ilan Van Wilder        | Soudal Quick-Step          | + 14 s          |
| 5.º | Tadej Pogačar          | UAE Team Emirates XRG      | + 43 s          |
| 6.º | Jonas Vingegaard       | Team Visma \| Lease a Bike | + 45 s          |
| 7.º | Enric Mas              | Movistar Team              | + 53 s          |
| 8.º | Julian Alaphilippe     | Tudor Pro Cycling Team     | + 1 min 17 s    |
| 9.º | Primož Roglič          | Red Bull-Bora-Hansgrohe    | + 1 min 51 s    |
| 10.º | Florian Lipowitz       | Red Bull-Bora-Hansgrohe    | + 1 min 53 s    |

## Clasificaciones al final de la etapa

### Clasificación general(Maillot Jaune)[4]
| \| Clasificación general \| Clasificación general \| Clasificación general \| Clasificación general \| Clasificación general \| \| Ciclista \| Ciclista \| Equipo \| Tiempo \| \| \| --------------------- \| -------------------------- \| -------------------------- \| --------------------- \| --------------------- \| \| 1.º \| Tadej Pogačar \| UAE Team Emirates XRG \| 58 h 24 min 46 s \| \| \| 2.º \| Jonas Vingegaard \| Team Visma \\| Lease a Bike \| + 4 min 15 s \| \| \| 3.º \| Florian Lipowitz \| Red Bull-Bora-Hansgrohe \| + 9 min 03 s \| \| \| 4.º \| Oscar Onley \| Team Picnic-PostNL \| + 11 min 04 s \| \| \| 5.º \| Primož Roglič \| Red Bull-Bora-Hansgrohe \| + 11 min 42 s \| \| \| 6.º \| Kévin Vauquelin \| Arkéa-B&B Hotels \| + 13 min 20 s \| \| \| 7.º \| Felix Gall \| Decathlon-AG2R La Mondiale \| + 14 min 50 s \| \| \| 8.º \| Tobias Halland Johannessen \| Uno-X Mobility \| + 17 min 01 s \| \| \| 9.º \| Ben Healy \| EF Education-EasyPost \| + 17 min 52 s \| \| \| 10.º \| Carlos Rodríguez \| Ineos Grenadiers \| + 20 min 45 s \| \| |                            |                            |                  |
| |                            |                            |                  |
| Fuentes: ProCyclingStats Cycling Quotient |                            |                            |                  |
| Clasificación general |                            |                            |                  |
| Ciclista | Ciclista                   | Equipo                     | Tiempo           |
| 1.º | Tadej Pogačar              | UAE Team Emirates XRG      | 58 h 24 min 46 s |
| 2.º | Jonas Vingegaard           | Team Visma \| Lease a Bike | + 4 min 15 s     |
| 3.º | Florian Lipowitz           | Red Bull-Bora-Hansgrohe    | + 9 min 03 s     |
| 4.º | Oscar Onley                | Team Picnic-PostNL         | + 11 min 04 s    |
| 5.º | Primož Roglič              | Red Bull-Bora-Hansgrohe    | + 11 min 42 s    |
| 6.º | Kévin Vauquelin            | Arkéa-B&B Hotels           | + 13 min 20 s    |
| 7.º | Felix Gall                 | Decathlon-AG2R La Mondiale | + 14 min 50 s    |
| 8.º | Tobias Halland Johannessen | Uno-X Mobility             | + 17 min 01 s    |
| 9.º | Ben Healy                  | EF Education-EasyPost      | + 17 min 52 s    |
| 10.º | Carlos Rodríguez           | Ineos Grenadiers           | + 20 min 45 s    |

### Clasificación por puntos(Maillot Vert)[5]
| Clasificación por puntos | Clasificación por puntos | Clasificación por puntos   | Clasificación por puntos | Clasificación por puntos |
| Ciclista                 | Ciclista                 | Equipo                     | Puntos                   |                          |
| ------------------------ | ------------------------ | -------------------------- | ------------------------ | ------------------------ |
| 1.º                      | Jonathan Milan           | Lidl-Trek                  | 251 pts                  |                          |
| 2.º                      | Tadej Pogačar            | UAE Team Emirates XRG      | 240 pts                  |                          |
| 3.º                      | Biniam Girmay            | Intermarché-Wanty          | 169 pts                  |                          |
| 4.º                      | Tim Merlier              | Soudal Quick-Step          | 150 pts                  |                          |
| 5.º                      | Jonas Vingegaard         | Team Visma \| Lease a Bike | 150 pts                  |                          |
| 6.º                      | Anthony Turgis           | Team TotalEnergies         | 130 pts                  |                          |
| 7.º                      | Jonas Abrahamsen         | Uno-X Mobility             | 110 pts                  |                          |
| 8.º                      | Quinn Simmons            | Lidl-Trek                  | 93 pts                   |                          |
| 9.º                      | Arnaud De Lie            | Lotto                      | 92 pts                   |                          |
| 10.º                     | Oscar Onley              | Team Picnic-PostNL         | 91 pts                   |                          |

### Clasificación de la montaña(Maillot à Pois Rouges)[6]
| Clasificación de la montaña | Clasificación de la montaña | Clasificación de la montaña | Clasificación de la montaña | Clasificación de la montaña |
| Ciclista                    | Ciclista                    | Equipo                      | Puntos                      |                             |
| --------------------------- | --------------------------- | --------------------------- | --------------------------- | --------------------------- |
| 1.º                         | Tadej Pogačar               | UAE Team Emirates XRG       | 60 pts                      |                             |
| 2.º                         | Lenny Martinez              | Bahrain Victorious          | 60 pts                      |                             |
| 3.º                         | Thymen Arensman             | Ineos Grenadiers            | 48 pts                      |                             |
| 4.º                         | Jonas Vingegaard            | Team Visma \| Lease a Bike  | 45 pts                      |                             |
| 5.º                         | Michael Woods               | Israel-Premier Tech         | 38 pts                      |                             |
| 6.º                         | Valentin Paret-Peintre      | Soudal Quick-Step           | 36 pts                      |                             |
| 7.º                         | Ben Healy                   | EF Education-EasyPost       | 35 pts                      |                             |
| 8.º                         | Florian Lipowitz            | Red Bull-Bora-Hansgrohe     | 24 pts                      |                             |
| 9.º                         | Michael Storer              | Tudor Pro Cycling Team      | 19 pts                      |                             |
| 10.º                        | Bruno Armirail              | Decathlon-AG2R La Mondiale  | 15 pts                      |                             |

### Clasificación del mejor joven(Maillot Blanc)[7]
| Clasificación del mejor joven | Clasificación del mejor joven | Clasificación del mejor joven | Clasificación del mejor joven | Clasificación del mejor joven |
| Ciclista                      | Ciclista                      | Equipo                        | Tiempo                        |                               |
| ----------------------------- | ----------------------------- | ----------------------------- | ----------------------------- | ----------------------------- |
| 1.º                           | Florian Lipowitz              | Red Bull-Bora-Hansgrohe       | 58 h 33 min 49 s              |                               |
| 2.º                           | Oscar Onley                   | Team Picnic-PostNL            | + 2 min 01 s                  |                               |
| 3.º                           | Kévin Vauquelin               | Arkéa-B&B Hotels              | + 4 min 17 s                  |                               |
| 4.º                           | Ben Healy                     | EF Education-EasyPost         | + 8 min 49 s                  |                               |
| 5.º                           | Carlos Rodríguez              | Ineos Grenadiers              | + 11 min 42 s                 |                               |
| 6.º                           | Ilan Van Wilder               | Soudal Quick-Step             | + 1 h 16 min 24 s             |                               |
| 7.º                           | Romain Grégoire               | Groupama-FDJ                  | + 1 h 22 min 28 s             |                               |
| 8.º                           | Raúl García Pierna            | Arkéa-B&B Hotels              | + 1 h 22 min 52 s             |                               |
| 9.º                           | Joseph Blackmore              | Israel-Premier Tech           | + 1 h 46 min 08 s             |                               |
| 10.º                          | Alex Baudin                   | EF Education-EasyPost         | + 1 h 52 min 34 s             |                               |

### Clasificación por equipos(Classement par Équipe)[8]
| Clasificación por equipos | Clasificación por equipos       | Clasificación por equipos | Clasificación por equipos |
| Equipo                    | Equipo                          | Tiempo                    |                           |
| ------------------------- | ------------------------------- | ------------------------- | ------------------------- |
| 1.º                       | Team Visma \| Lease a Bike      | 175 h 55 min 27 s         |                           |
| 2.º                       | UAE Team Emirates XRG           | + 15 min 08 s             |                           |
| 3.º                       | Red Bull-BORA-hansgrohe         | + 49 min 34 s             |                           |
| 4.º                       | Arkéa-B&B Hotels                | + 59 min 28 s             |                           |
| 5.º                       | Decathlon AG2R La Mondiale Team | + 1 h 16 min 36 s         |                           |
| 6.º                       | Ineos Grenadiers                | + 1 h 45 min 58 s         |                           |
| 7.º                       | XDS Astana Team                 | + 1 h 57 min 41 s         |                           |
| 8.º                       | Movistar Team                   | + 1 h 57 min 55 s         |                           |
| 9.º                       | Groupama-FDJ                    | + 1 h 58 min 33 s         |                           |
| 10.º                      | Team Picnic-PostNL              | + 2 h 27 min 05 s         |                           |

## Abandonos
- Mathieu van der Poel (Alpecin-Deceuninck) no comenzó la la disputa de la etapa.[9]